# De Lindenhof (Giethoorn)
De Lindenhof is een restaurant in de Nederlandse plaats Giethoorn. Het werd in 1994 geopend.
Het restaurant serveert streekgerechten en gerechten uit de Franse en internationale keuken. In 1996 verkreeg het de eerste Michelinster. De chef-kok/eigenaar Martin Kruithof werkte eerder als kok in het Duitse driesterrenrestaurant Im Schiffchen in Düsseldorf. In 2005 werd het restaurant een tweede Michelinster toegekend. De Gault Millau geeft sinds 2011 de Lindenhof 18 van de 20 punten.